# Saint-Vincent-de-Durfort

Saint-Vincent-de-Durfort este o comună în departamentul Ardèche din sud-estul Franței. În 1 ianuarie 2022 avea o populație de 272 de locuitori.